# Ochocze (obwód charkowski)
Ochocze (ukr. Охоче) – wieś na Ukrainie, w obwodzie charkowskim, w rejonie charkowskim. W 2001 liczyła 1704 mieszkańców, spośród których 189 wskazało jako ojczysty język ukraiński, 1486 rosyjski, 1 mołdawski, 4 węgierski, 22 ormiański, a 2 inny.